# .io
.ioは国別コードトップレベルドメイン(ccTLD)の一つであり、イギリス領インド洋地域(British Indian Ocean Territory)に割り当てられている。
.ioドメインは、イギリスに本拠地を置くレジストリであるインターネット・コンピュータ・ビューローによって管理されている。
Googleの広告ターゲティングでは、.ioをジェネリックトップレベルドメイン(gTLD)として扱っている。その理由として、「ユーザやウェブマスタが、（このドメインを）ccTLDというよりもgTLDとして見ることが多いから」としている。

## 歴史
.ioドメインは1997年に導入された。最初に取得されたサブドメインは、1998年にリーバイ・ストラウスが取得したlevi.ioである。

## 仕様
.ioドメインのサブドメインで使用できる文字は英数字とハイフンのみであり、長さは3文字以上63文字以内でなければならない。ドメイン名の最初と最後にハイフンを使用することはできず、2文字以上連続したハイフンを使用することもできない。ドメイン名全体で253文字を超えることはできない。

## 管理
ドメイン名を管理する権利は、Internet Assigned Numbers Authority(IANA)によって承認された組織に与えられている。.ioドメインはインターネット・コンピュータ・ビューロー(ICB)が管理している。このレジストリはイギリスの会社で、NIC.IOの名称で.ioドメインの管理を行っている。同社はまた、セントヘレナ島の.shドメイン、アセンション島の.acドメインを販売する権利も持っている。

### 登録と制限
.ioドメインは、個人や組織が登録することができる。
.ioドメインの登録申請者は、イギリス領インド洋地域に居住または登記している必要はない。ただし、"xyz.com.io"のような第3レベルドメインは、イギリス領インド洋地域の住民のみ登録することができる（イギリス領インド洋地域には合法的な永住者がいないため、理論上は第3レベルドメインは登録されない）。NIC.IOで使用している第2レベルドメインやトップレベルドメインは、第3レベルドメインとして使用することはできない。例えば、"com.com.io"、"org.com.io"、"biz.com.io"は全て制限されている。
.ioのドメイン名は、性的な目的や、いかなる国の法律に違反する目的で使用してはならない。この要件に違反した場合、NIC.IOは違反した登録を直ちに無効化する権利を有する。
.ioドメインの登録期間は、最低1年、最長5年である。
.ioのドメイン名の登録料は、他のTLDよりも価格が高い。2019年9月29日現在、利用可能な.ioドメインの登録には年間90米ドルがかかる。

## 利用
.ioドメインは、イギリス領インド洋地域と関係のあるサイトでの利用はごくわずかである。
計算機科学では、"IO"または"I/O"は一般的に入出力(input/output)の略語として使用されているため、.ioドメインは技術に関連するサービスでよく使用される。.ioドメインは、オープンソースプロジェクト、API、スタートアップ企業、コンピュータゲーム、およびその他のオンラインサービスによく使用されている。2013年4月にGitHubはプロジェクトページの全ドメインを「github.io」に移行した。
また、"io"で終わる英語の単語が多数あることから、ドメインハックにも使われている。例えば、マルコ・ルビオは2016年アメリカ合衆国大統領共和党予備選挙に副大統領候補として出馬したときに、短縮URL用にRub.ioを取得した。
"io"はイタリア語の一人称単数代名詞（「私」）であり、このドメインは個人のウェブサイト用に適したものとなっている。エスペラントでは、"io"は断言的な実存不定代名詞（英語の"something"）である。
多人数参加型オンラインゲームのAgar.ioの成功により、同様のMMOゲームが多数生まれたが、それらのほとんどが.ioドメインを使用している（Diep.io、Surviv.io、Hole.io、Slither.ioなど）。

## 論争
ギガオムでのICBのポール・ケイン会長に対するインタビューによると、ドメイン名レジストリは、その利益の一部を、イギリス領インド洋地域の管理のためにイギリス政府に提供することが義務付けられている。
後の取材で、イギリス政府は.ioドメインの販売による資金の受け取りを否定し、イギリス政府によって強制的に追い出された元住民であるチャゴシアン人と利益を共有することはできないと主張した。